# 齊濟
齊濟（1918年—1999年） ，字大川，中华民国松江省東寧縣（今属黑龙江省牡丹江市東寧市）人，1947年当选为國大代表，后追随国府迁台，有不少法學相關論著。

## 家庭
子女：齊魯、齊豫、齊秦。